# 布蘭登·馬許
布蘭登·蔡斯·馬許（英語：Brandon Chase Marsh，1997年12月18日—），為美國職棒大聯盟的外野手，目前效力於費城費城人，他先前曾效力於洛杉磯天使。

## 業餘生涯
馬許畢業於比福德高中，他在高三的打擊率高達5成59，OPS1.545。2016年美國職棒大聯盟選秀，他在第二輪被天使隊選走。

## 職業生涯
2017年，他加入歐仁貓頭鷹，並繳出3成50的打擊率，另敲出4轟與44分打點。2018年，馬許升上1A，並在5月升上高階1A。2019年，他在2A的打擊率剛好3成，並敲出7轟與45分打點。球季結束後，他到了亞利桑那秋季聯盟繼續磨練。
2020年，小聯盟賽事因為COVID-19疫情而全面取消。2021年，他從3A開季。7月18日，球隊將馬許拉上大聯盟。他在隔天敲出大聯盟首安與首分打點，8月25日敲出大聯盟首轟。
2021-2022年在大聯盟天使隊期間，與大谷翔平被稱為193兄弟檔，因為他和大谷身高皆為193cm。

## 外部連結
- 球員資訊和成績在MLB ，ESPN ，Baseball Reference ，Fangraphs （英文）